# Renaud Maurice Adrien Paulian
Renaud Maurice Adrien Paulian, född den 28 maj 1913 i Neuilly-sur-Seine, död den 16 augusti 2003 i Bordeaux, var en fransk entomolog.
Auktorsnamnet Paulian kan användas för Renaud Maurice Adrien Paulian i samband med ett vetenskapligt namn inom zoologin; se Wikipedia-artiklar som länkar till auktorsnamnet.